# Hasenhorn

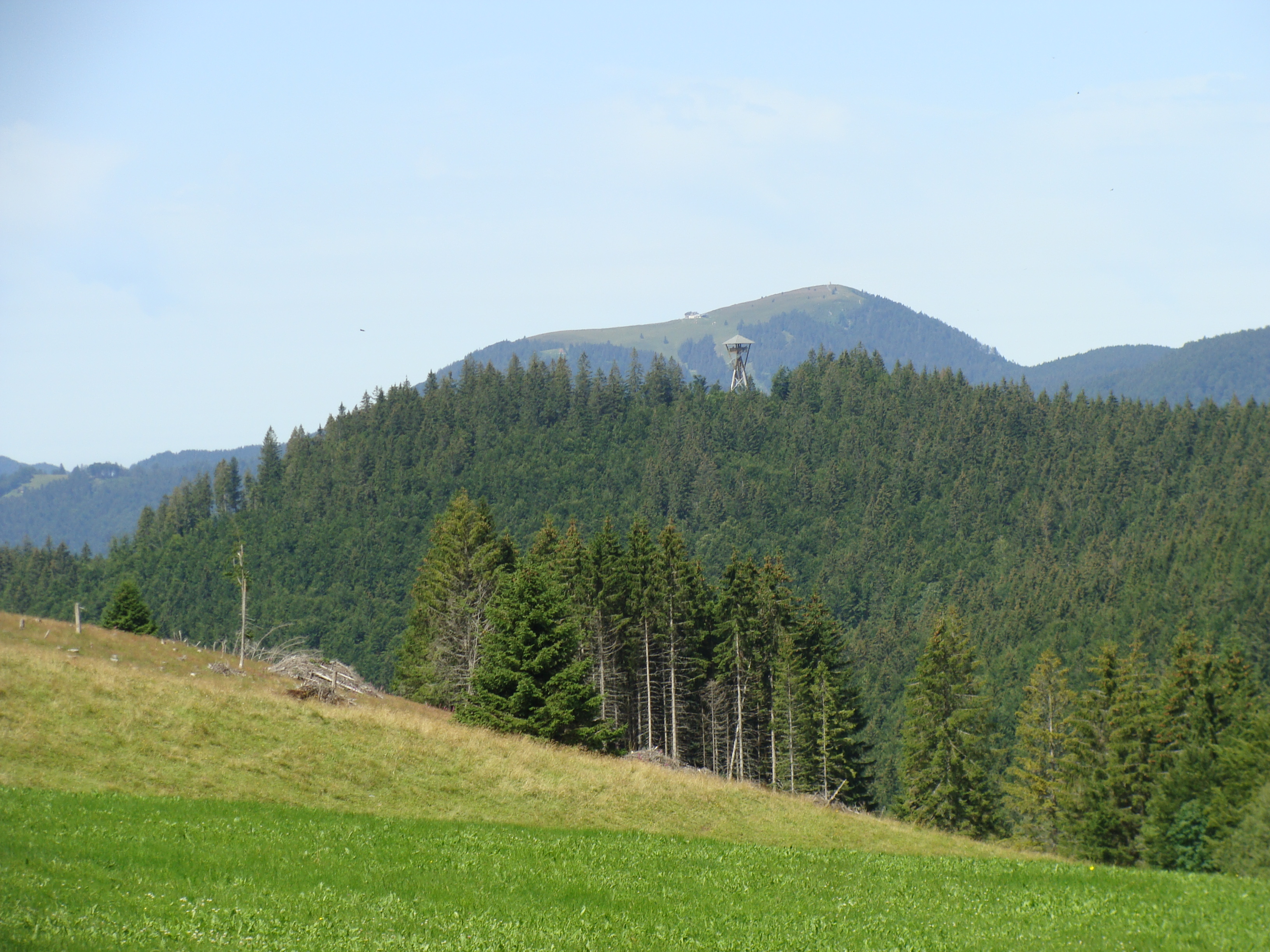
Blick von der Gisiboden-Alm westwärts zum Hasenhorn; dahinter der Belchen

Das Hasenhorn ist ein 1155,8 m ü. NHN hoher Berg im Schwarzwald. Er liegt bei Todtnau im baden-württembergischen Landkreis Lörrach.
Auf dem Berg gibt es die Hasenhornbahn (Doppelsessellift), den Hasenhorn Coaster (Sommerrodelbahn), den Bikepark Todtnau, eine Rodelbahn (Wintersport), den Hasenhornturm (Aussichtsturm) und das Berggasthaus Hasenhorn.

## Geographie

### Lage
Das Hasenhorn liegt im Naturpark Südschwarzwald unmittelbar südöstlich der Kernstadt von Todtnau und östlich des Todtnauer Ortsteils Schlechtnau. Jenseits vom südwestlich gelegenen Elsberg (1029 m) befindet sich der Ortsteil Geschwend. Nördlich und westlich vorbei am Berg fließt durch Todtnau und Schlechtnau die Wiese und südöstlich deren durch Geschwend verlaufender Zufluss Gisibodenbach.

### Naturräumliche Zuordnung
Das Hasenhorn gehört in der naturräumlichen Haupteinheitengruppe Schwarzwald (Nr. 15), in der Haupteinheit Hochschwarzwald (155) und in der Untereinheit Südlicher Kammschwarzwald (1552) zum Hochwiesetäler Bergland (1552.30), einem Teil des Naturraums Wiesetäler Schwarzwald (1552.3). Die Landschaft fällt nach Westen in den Naturraum Mittleres Wiesebergland (1552.31) ab.

## Schutzgebiete
Auf den überwiegend südlich des Hasenhorngipfels liegenden Bergteilen breiten sich Teile des Naturschutzgebiets Gletscherkessel Präg (CDDA-Nr. 102240; 1994 ausgewiesen; 28,6675 km² groß), des Fauna-Flora-Habitat-Gebiets Gletscherkessel Präg im Weidfelder im Oberen Kraichgau (FFH-Nr. 8213-311; 47,7822 km²) und des Vogelschutzgebiets Südschwarzwald (VSG-Nr. 8114-441; 335,1591 km²) aus.

## Hasenhornbahn
Im Jahr 2004 wurde die ursprüngliche Einer-Sesselbahn am Hasenhorn entfernt und durch die Doppel-Sesselbahn Hasenhornbahn ersetzt. Der Doppelsessellift ist 964 Meter lang. Die Bergstation steht 520 m nordwestlich des Berggipfels auf 1026 m und die am Ortsrand von Todtnau gelegene Talstation auf 662,45 m Höhe; somit ergeben sich 363,55 m Höhendifferenz. Eine Liftfahrt dauert in einer Richtung 13,14 Minuten. Der Lift hat 89 Sessel, kann also maximal 178 Personen fassen. Die maximale Förderleistung beträgt bis zu etwa 602 Personen pro Stunde (Bergfahrten). Die reguläre Fahrtgeschwindigkeit beträgt 1,2 m/s und kann bis zu 1,8 m/s gesteigert werden. Jeweils zwischen zwei Sesseln ist ein Lastengehänge angebracht, an dem Rodelschlitten und Mountainbikes sowie sonstige Lasten transportiert werden können (Rucksäcke, Gleitschirme, Kinderwagen usw.). Kapazität: Bis zu 200 Schlitten pro Stunde.

## Hasenhorn Coaster

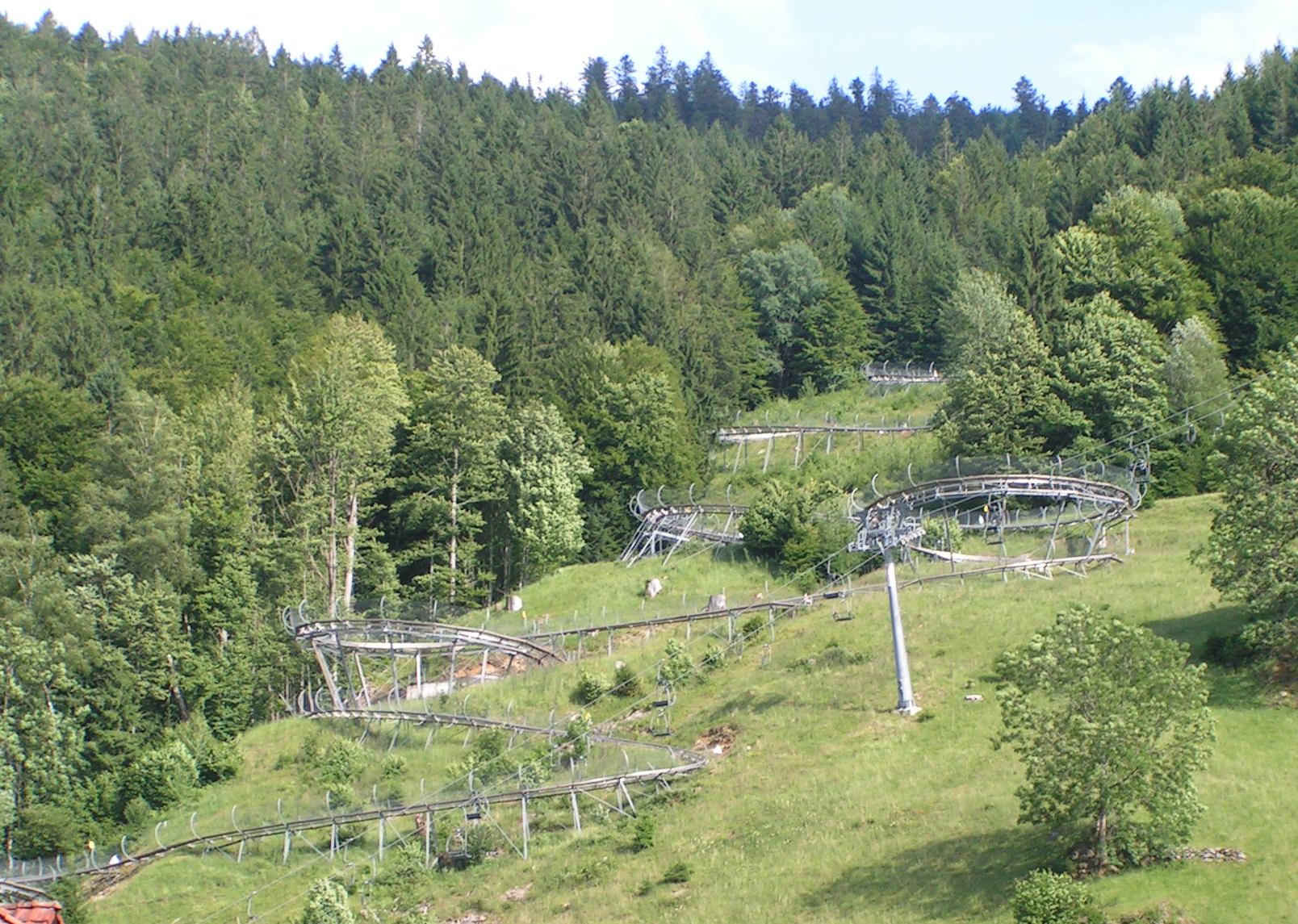
Hasenhorn Coaster

Auf dem Nordnordwesthang des Hasenhorns gibt es seit 2004 oberhalb von Todtnau die Sommerrodelbahn Hasenhorn Coaster vom Bahntyp Alpine-Coaster. Sie ist 2,9 km lang und war 2004 die längste Sommerrodelbahn Deutschlands. Der Coaster steht im Eigentum eines Investors, dem unter anderem auch der etwa 8,5 km nordnordwestlich gelegene Freizeitpark Steinwasen-Park gehört.
Die Geschwindigkeit kann der Fahrer selbst regulieren, maximal sind etwa 40 km/h möglich; anschließend bremsen die integrierten Fliehkraftbremsen den Schlitten automatisch ab. Die rund 80 kg schweren Schlitten sind fest mit den Edelstahlschienen verbunden, ein Herausfallen ist also nicht möglich. Bergauf werden sie von zwischen den Sesseln des Sessellifts montierten Lastengehängen transportiert. Das An- und Abhängen der Schlitten erfolgt dabei automatisch. Immer wieder kam es zu Unfällen, auch mit Schwerverletzten. Anfang Juni 2017 wurde deshalb ein neues Bremssystem mit einem automatischen Anschnallsystem eingebaut.

## Bikepark Todtnau
Auch auf dem Nornordwesthang des Hasenhorns liegt der Bikepark Todtnau. Er hat zwei Strecken: Die östliche ist die 2,7 km lange Downhill-Strecke und die westliche die 3 km lange und Wildride-Strecke. Beide beginnen und enden an derselben Stelle und weisen etwa 450 m Höhenunterschied auf. Die Wildride-Strecke unterquert kurz hintereinander die Hasenhornbahn, die Aufstiegshilfe für Fahrer und Mountainbikes bietet, und den Hasenhorn Coaster.

## Hasenhornturm

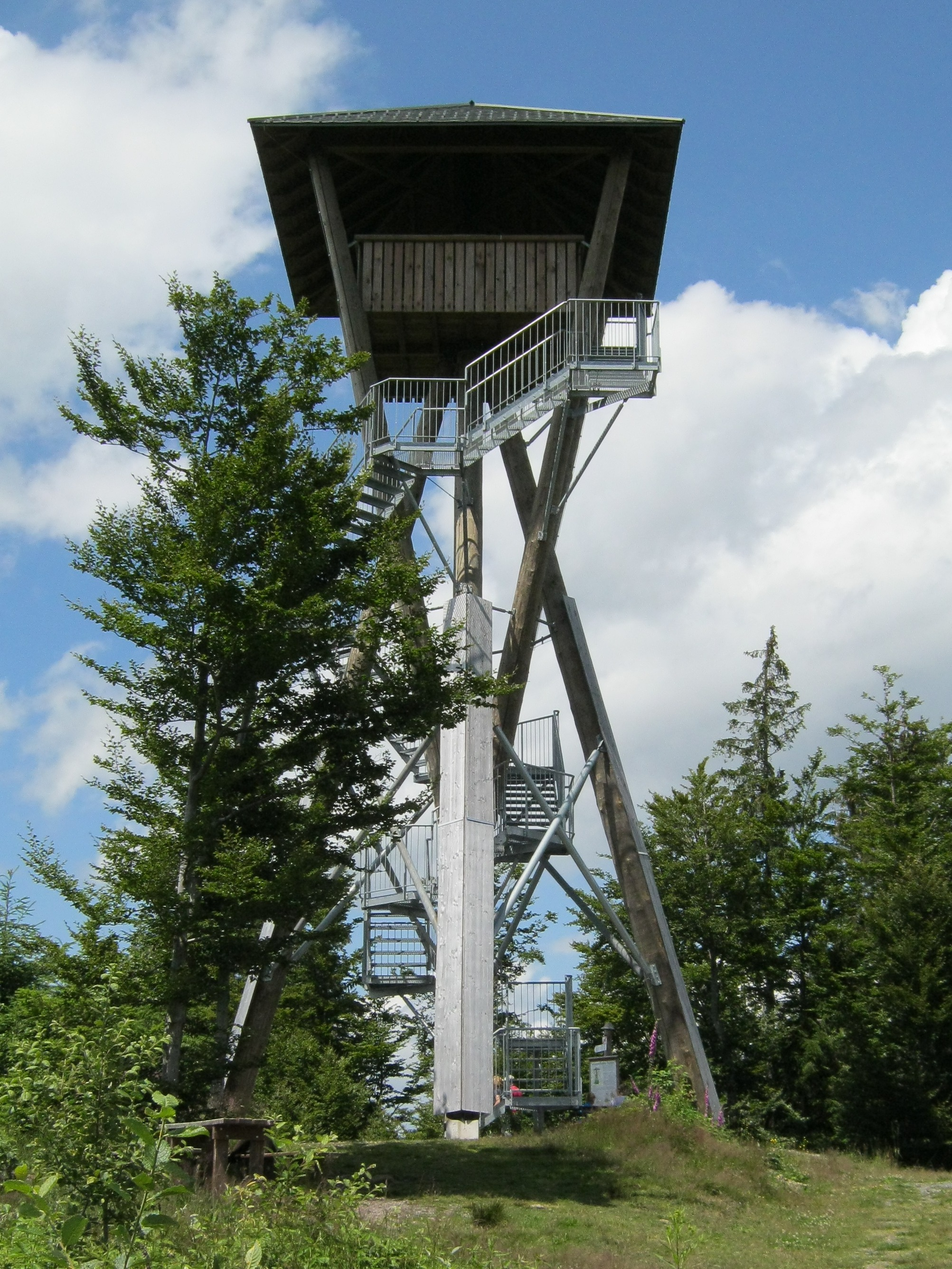
Hasenhornturm

Auf dem Gipfel des Hasenhorns steht seit 2009 der Hasenhornturm. Der Aussichtsturm wurde seit 2006 geplant. Er besteht aus 120 Jahre alten Douglasienrundstämmen, die im Januar 2009 im Todtnauer Stadtwald geschlagen wurden. Die Turmspitze befindet sich 21 m und die Aussichtsplattform 15,4 m über dem Gelände. Die Baukosten einschließlich der Erschließung von Wegen lagen bei 160.000 Euro netto. Hiervon wurden 70.000 Euro vom Land Baden-Württemberg, 70.000 Euro von der Seilbahngesellschaft Todtnau/Familie Adolf Braun/Steinwasenpark sowie 20.000 Euro von der Stadt Todtnau übernommen.
Von der Aussichtsplattform des Turms fällt der Blick über den Hochschwarzwald (unter anderem mit Feldberg, Herzogenhorn, Blößling, Hohe Möhr, Blauen, Belchen, Schauinsland und Todtnauberg), zu den Vogesen, zum Schweizer Jura und zu den Alpen.

## Sonstiges
Etwa 80 m südwestlich der Bergstation der Hasenhornbahn steht auf etwa 1015 m ü. NHN das Berggasthaus Hasenhorn. Zwischen den beiden Gebäuden befindet sich ein rund 40 Meter hoher Sendemast, der im Wesentlichen dem Mobilfunk dient. In der kalten Jahreszeit wird, wenn es die Schneelage zulässt, etwa parallel zur Hasenhornbahn eine 3,5 km lange Rodelbahn präpariert.